# هوارد ريتشاردسون
هوارد ريتشاردسون (بالإنجليزية: Howard Richardson)‏ هو كاتب مسرحي أمريكي، ولد في 2 ديسمبر 1917، وتوفي في 30 ديسمبر 1984.

## وصلات خارجية
- هوارد ريتشاردسون على موقع IMDb (الإنجليزية)
- هوارد ريتشاردسون على موقع قاعدة بيانات برودواي على الإنترنت (الإنجليزية)